# Harry Shipp
Harrison Shipp, detto Harry (Lake Forest, 7 novembre 1991), è un ex calciatore statunitense, di ruolo centrocampista.

## Carriera

### Chicago Fire
Harry Shipp si forma calcisticamente nel Chicago Fire dove firma il suo primo contratto da professionista.
Fa il suo esordio nella Major League Soccer il 16 marzo 2014 contro il Portland Timbers,partendo da titolare e giocando tutti i 90 minuti.
Segna la sua prima rete e prima tripletta da professionista l'11 maggio 2014 nel pirotecnico 5-4 contro i New York Red Bull.
Il 7 giugno 2014 segna la sua prima doppietta nella sconfitta della sua squadra per 3-2 contro i Seattle Sounders.

### Montreal Impact
Il 13 febbraio firma per il Montreal Impact e vi rimane fino a fine stagione collezionando 27 presenze e 2 reti.

### Seattle Sounders
Il 22 dicembre 2016 si trasferisce ai Seattle Sounders,campioni uscenti della stagione appena terminata.
Fa il suo debutto l'11 marzo 2017 nel pareggio per 2-2 proprio contro la sua ex squadra del Montreal Impact.
Segna la sua prima rete nella vittoria per 3-1 contro i N.Y. Red Bull il 19 marzo 2017; conclude la sua prima stagione con 21 presenze e due reti. La stagione successiva inizia giocando poco, anche a causa di un infortunio, e realizza il primo goal stagionale nella partita di U.S. Open Cup persa 2-1 contro i Sacramento Republic.
Il 21 giugno 2020 annuncia il ritiro dal calcio per continuare gli studi accademici.

## Statistiche
Statistiche aggiornate al 3 aprile 2020.
| Stagione                   | Squadra                    | Campionato                 | Campionato | Campionato | Coppe nazionali | Coppe nazionali | Coppe nazionali | Coppe continentali | Coppe continentali | Coppe continentali | Altre coppe | Altre coppe | Altre coppe | Totale | Totale |
| Stagione                   | Squadra                    | Comp                       | Pres       | Reti       | Comp            | Pres            | Reti            | Comp               | Pres               | Reti               | Comp        | Pres        | Reti        | Pres   | Reti   |
| -------------------------- | -------------------------- | -------------------------- | ---------- | ---------- | --------------- | --------------- | --------------- | ------------------ | ------------------ | ------------------ | ----------- | ----------- | ----------- | ------ | ------ |
| 2014                       | Chicago Fire               | MLS                        | 33         | 7          | USOC            | 1               | 0               |                    | -                  | -                  |             | -           | -           | 38     | 7      |
| 2015                       | Chicago Fire               | MLS                        | 33         | 3          | USOC            | 4               | 0               |                    | -                  | -                  |             | -           | -           | 37     | 3      |
| Totale Chicago Fire        | Totale Chicago Fire        | Totale Chicago Fire        | 66         | 10         |                 | 5               | 0               |                    | -                  | -                  |             | -           | -           | 71     | 10     |
| 2016                       | Montreal Impact            | MLS                        | 27+1       | 2+0        | CC              | 1               | 0               |                    | -                  | -                  |             | -           | -           | 28     | 2      |
| 2017                       | Sounders FC 2              | USL                        | 3          | 0          |                 | -               | -               |                    | -                  | -                  |             | -           | -           | 3      | 0      |
| 2017                       | Seattle Sounders           | MLS                        | 18+3       | 2+0        | USOC            | -               | -               |                    | -                  | -                  |             | -           | -           | 21     | 2      |
| 2018                       | Sounders FC 2              | USL                        | 1          | 0          |                 | -               | -               |                    | -                  | -                  |             | -           | -           | 1      | 0      |
| 2018                       | Seattle Sounders           | MLS                        | 19+2       | 3          | USOC            | 1               | 1               | CCL                | 3                  | 0                  |             | -           | -           | 25     | 4      |
| 2019                       | Seattle Sounders           | MLS                        | 25         | 5          | USOC            | 1               | 0               |                    | -                  | -                  |             | -           | -           | 26     | 5      |
| 2020                       | Seattle Sounders           | MLS                        | 2          | 0          |                 | -               | -               | CCL                | 0                  | 0                  |             | -           | -           | 2      | 0      |
| Totale Seattle Sounders FC | Totale Seattle Sounders FC | Totale Seattle Sounders FC | 64+5       | 8+0        |                 | 2               | 1               |                    | 3                  | 0                  |             | -           | -           | 74     | 9      |
| Totale carriera            | Totale carriera            | Totale carriera            | 162+6      | 22+0       |                 | 8               | 1               |                    | 3                  | 0                  |             | -           | -           | 182    | 23     |

## Palmarès

### Competizioni nazionali
- Campionato MLS: 1

Seattle Sounders: 2019